# Chiesa di San Michele e San Pietro
La chiesa di San Michele e San Pietro, detta anche solo chiesa di San Michele Arcangelo, è la parrocchiale di Felizzano, in provincia e diocesi di Alessandria; fa parte della zona pastorale dei Fiumi.

## Storia
La prima citazione dell'originaria cappella felizzanese, costruita nel Medio Evo, risale al 1285.
Tra il 1629 e il 1633 la parrocchiale fu riedificata; l'opera venne promossa da Marco Antonio Platone, funzionario dello Stato di Milano.
Nel 2012 fu ultimato un restauro di alcune opere d'arte situate nella chiesa.

## Descrizione

### Esterno
La facciata a salienti della chiesa, rivolta a ponente, è suddivisa da una cornice marcapiano modanata in due registri, entrambi scanditi da lesene; quello inferiore, più largo, presenta al centro il portale maggiore architravato e ai lati due nicchie vuote, mentre quello superiore, affiancato da due volute, è caratterizzato da due ulteriori nicchie vuote e da un grande finestrone murato e coronato dal timpano curvilineo.
Annesso alla parrocchiale è il campanile in mattoni a base quadrata, la cui cella presenta su ogni lato una bifora ed è coperta dal tetto a quattro falde.

### Interno
L'interno dell'edificio si compone di un'unica navata, sulla quale si affacciano le cappelle laterali e le cui pareti sono scandite da paraste sorreggenti la cornice sopra la quale si imposta la volta; al termine dell'aula si sviluppa il presbiterio, rialzato di alcuni gradini e chiuso dall'abside semicircolare.
Qui sono conservate diverse opere di pregio, tra le quali due tele seicentesche che rappresentano rispettivamente Sant'Ambrogio e l'Intercessione di San Francesco, entrambe dipinte da Guglielmo Caccia, la pala con soggetto Consegna delle chiavi a San Pietro, eseguita nel 1620 da Giorgio Alberini, gli stucchi delle cappelle laterali, realizzati da maestranze luganesi tra i secoli XVII e XVIII, la tela della Madonna del Carmine, dipinta nel 1624 da Pietro Paolo Buffa, l'altare maggiore, costruito nel 1750, la pala raffigurante l'Educazione della Vergine, il cui autore è il marchigiano Giovanni Peruzzini, la tela ritraente San Michele Arcangelo, realizzata da Vittorio Amedeo Grassi nel 1758, le due tavole cinquecentesche della Madonna col Bambino assieme ad angeli musicanti e di Santa Apollonia, attribuite a Gandolfino da Roreto, la pala del Martirio di Santo Stefano, eseguita nel 1764 da Costantino Borti, e due ovali contenenti le settecentesche raffigurazioni di San Giovanni Nepomuceno e di San Luigi Gonzaga, donati dal nobiluomo Leonardo Colli.